# Augochloropsis brethesi
Augochloropsis brethesi är en biart som först beskrevs av Joseph Vachal 1903.  Augochloropsis brethesi ingår i släktet Augochloropsis och familjen vägbin. Inga underarter finns listade.